# Кампонотус

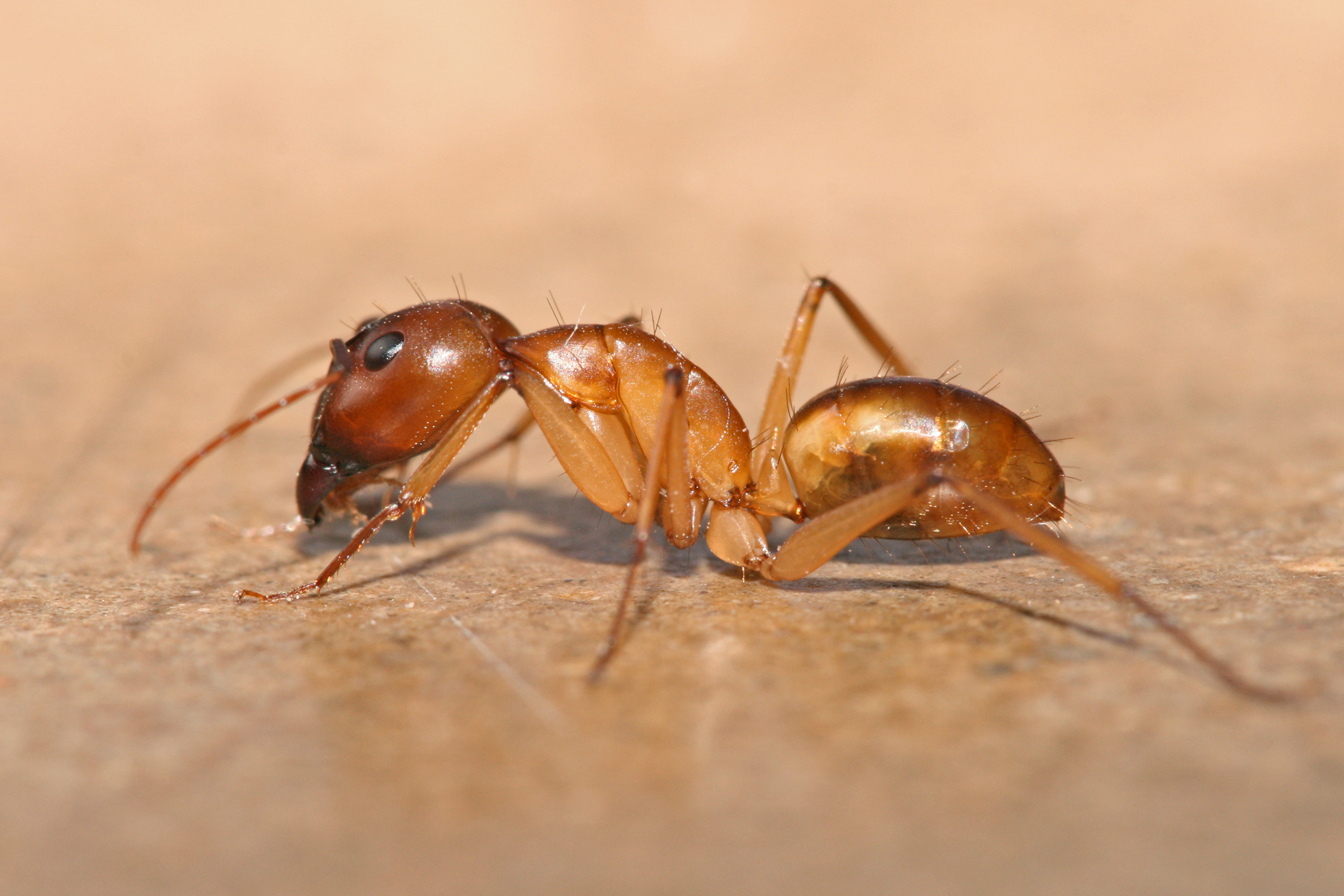
Солдат Camponotus sp.

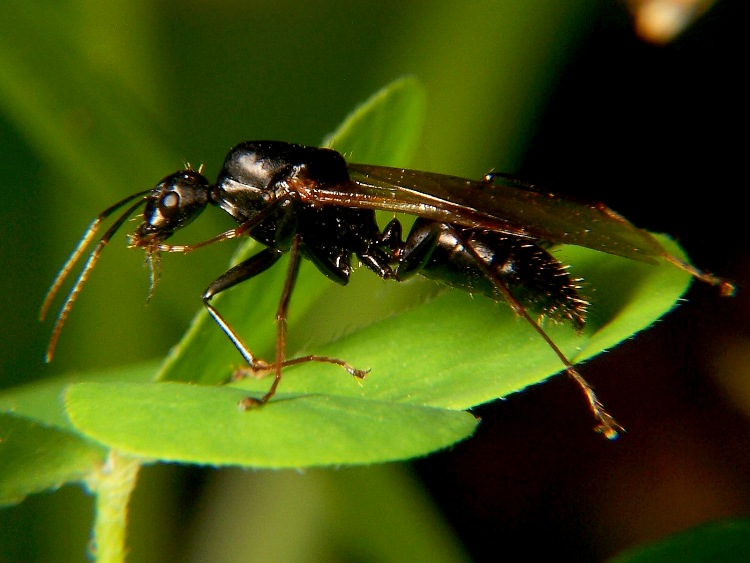
C. pennsylvanicus, крылатый самец

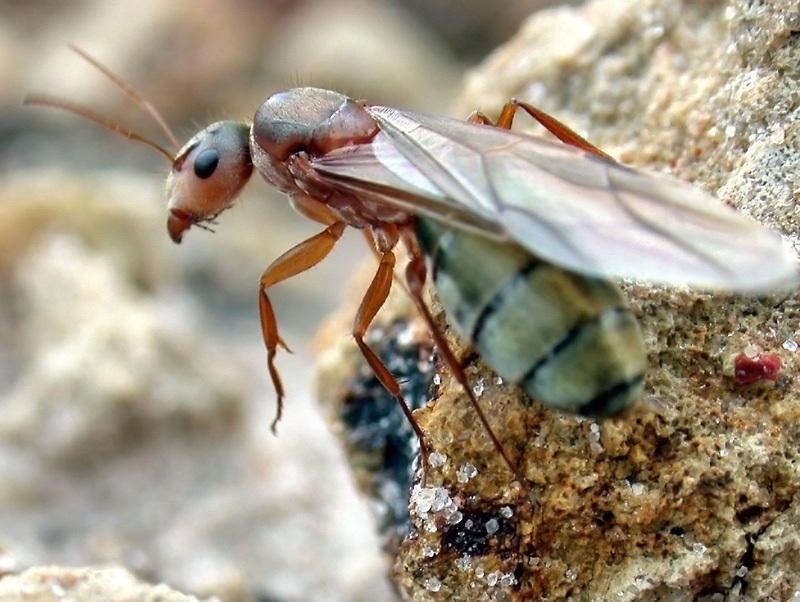
C. crispulus, крылатая матка

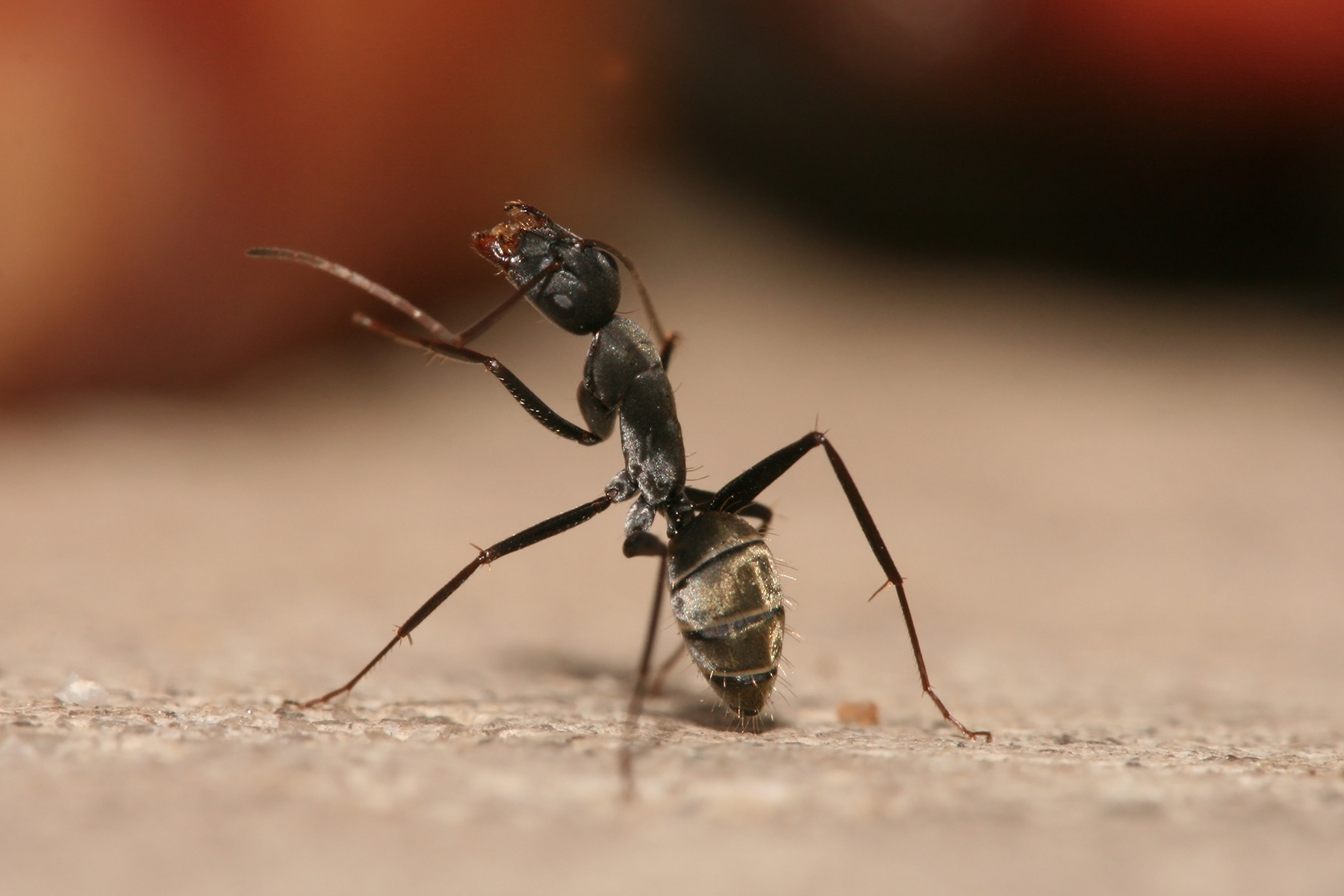
Кампонотус чистит усики

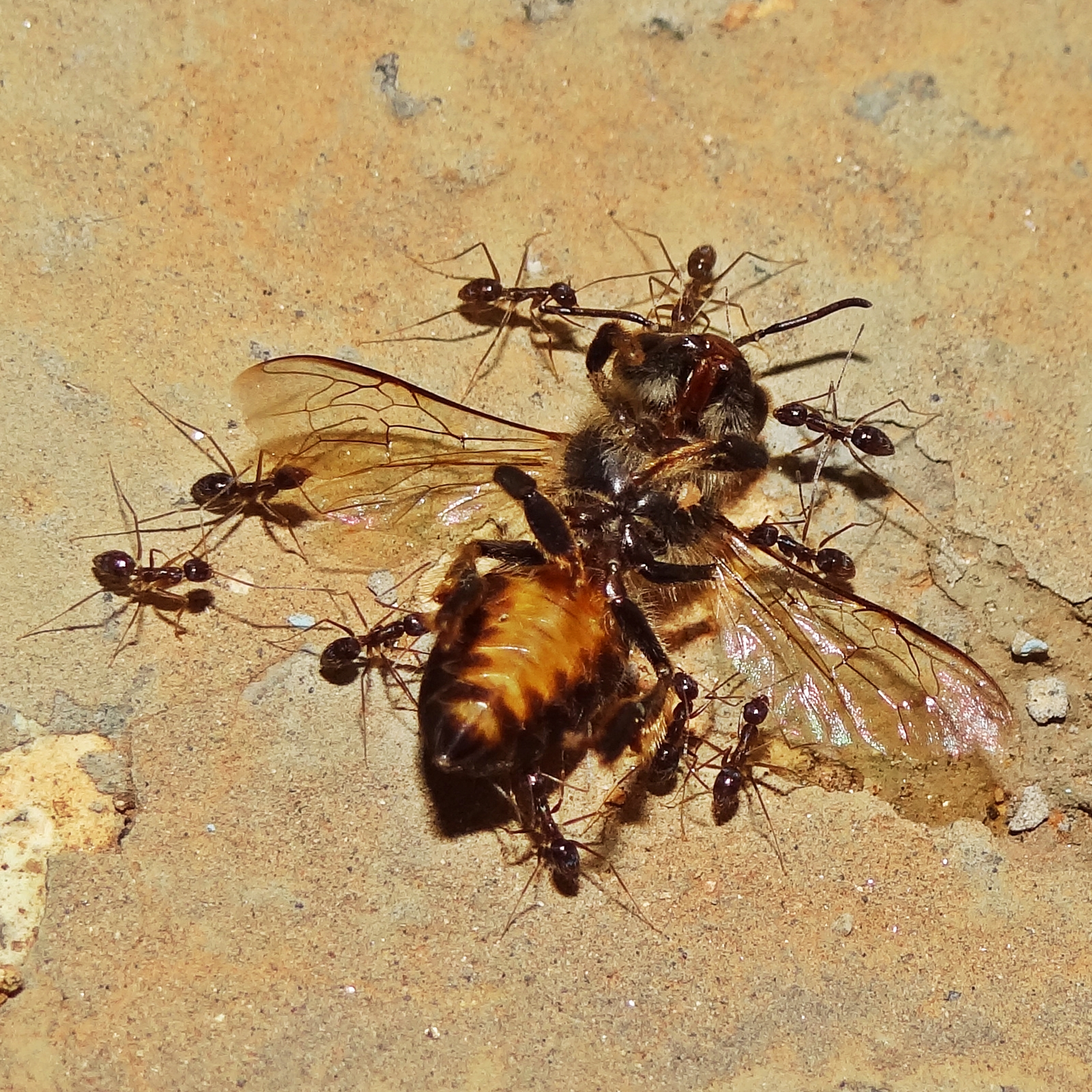
Транспортировка мёртвой пчелы

Кампонотус, или муравьи́-древото́чцы (лат. Camponotus) — крупнейший род муравьёв подсемейства Формицины (Formicinae), включающий около 1000 видов. Крупные (от 8 до 25 мм) муравьи, обитающие во многих лесистых районах мира. Они строят гнёзда внутри древесины, предпочтительно в мёртвой, влажной древесине, состоящие из галерей, прогрызаемых их мандибулами, поэтому часто именуются муравьями-древоточцами. Однако, в отличие от термитов, они не потребляют древесину, выбрасывая за пределы гнезда материал, напоминающий опилки. Они также часто заселяют деревянные здания и сооружения, являясь широко распространённой проблемой и основной причиной повреждения конструкций. Тем не менее, их способность разрушать древесину помогает при разложении леса. Они также занимаются разведением тли. В процессе разведения муравьи защищают тлю от хищников (обычно других насекомых), выделяющую при этом сахаристую жидкость, называемую медвяной падью, которую муравьи получают, поглаживая тлю своими усиками.

## Описание
Род имеет всемирное распространение по всем зоогеографическим областям мира. Характерны для лесов, но встречаются и в пустынях (например, Camponotus turkestanicus и Camponotus turkestanus).
Кампонотус — самый распространённый в мире род муравьёв. Известны как древоточцы (англ. Carpenter ants), так как многие виды строят свои гнёзда в древесине. Всего род Camponotus объединяет около 1000 видов. К этому роду относится один из крупнейших в мире муравьёв Camponotus gigas (Latreille, 1802), достигающий 3 см в длину.
Жвалы треугольной формы. Максиллярные щупики у самок, рабочих и самцов состоят из 6 члеников, а лабиальные — из 4. Усики 12-члениковые. Стебелёк между грудкой и брюшком состоит из одного членика (петиолюс), несущего вертикальную чешуйку. Жало отсутствует.
Муравьи-кампонотусы, как правило, крупные муравьи: рабочие особи имеют длину 4—7 мм у мелких видов и 7—13 мм у крупных, королевы — 9—20 мм, самцы — 5—13 мм. Основания антенн отделены от клипеальной границы на расстояние не менее максимального диаметра усика. Мезосома в профиль обычно образует непрерывный изгиб от пронотума до проподеума.
Муравьи-кампонотусы, или древоточцы обитают как на открытом воздухе, так и внутри во влажной, гниющей или полой древесине, чаще всего в лесной среде. Они прогрызают «галереи» в древесине, чтобы обеспечить проходы для перемещения между различными частями гнезда. Некоторые части дома, например, вокруг и под окнами, карнизы крыш, террасы и веранды, чаще всего подвергаются нашествию муравьёв-древоточцев, поскольку эти места наиболее уязвимы для влаги.
Известно, что муравьи-древоточцы строят обширные системы подземных туннелей. Эти системы часто заканчиваются у какого-либо источника пищи — чаще всего у колоний тли, где муравьи добывают и питаются медовой росой. Такие системы туннелей также часто встречаются на деревьях. Колонии обычно включают центральную «родительскую» колонию, окружённую и дополненную более мелкими колониями-спутниками.

### Питание
Кампонотусы считаются как хищниками, так и падальщиками. Обычно они питаются частями других мёртвых насекомых или веществами, полученными от других насекомых. Обычной пищей для них являются насекомые, «медвяная падь», производимая тлей, или внецветочный нектар растений. Известно также, что они питаются другими сахаристыми жидкостями, такими как мёд, сироп или соки.
Большинство видов муравьёв-кампонотусов фуражируют ночью. При добывании пищи они обычно собирают и потребляют мёртвых насекомых. Некоторые виды реже собирают живых насекомых. Обнаружив мёртвое насекомое, рабочие окружают его и извлекают его телесные жидкости, чтобы отнести обратно в гнездо, а внешняя хитиновая оболочка остаётся нетронутой. Муравьи могут добывать корм как поодиночке, так и небольшими или большими группами, хотя чаще всего они предпочитают делать это поодиночке. Различные колонии, расположенные в непосредственной близости друг от друга, могут иметь перекрывающиеся кормовые регионы, хотя обычно они не помогают друг другу в добывании пищи. Их основные источники пищи обычно включают белки и углеводы.
Когда рабочие-разведчики находят источники пищи, они сообщают эту информацию остальным членам гнезда. Для этого используют биохимические феромоны, чтобы отметить кратчайший путь от гнезда к источнику. Когда по этому следу идёт значительное число рабочих, сила сигнала увеличивается, и образуется кормовая тропа. Процесс заканчивается, когда источник пищи иссякает. Затем рабочие кормят матку и личинок, потребляя найденную ими пищу и срыгивая её соплеменникам по гнезду с помощью трофаллаксиса. Кормовые тропы могут быть как под землёй, так и над землёй.
Некоторые виды муравьёв-кампонотусов могут получать азот, питаясь мочой или на окрашенным мочой песком. Это может быть полезно в условиях дефицита азота.

### Эндосимбионтные бактерии
Эндосимбионтные бактерии Blochmannia (Enterobacteriaceae) обнаружены у нескольких представителей рода, они выполняют питательные биосинтетические функции. Впервые их нашли в 1882 году в бактериоцитных клетках эпителия средней кишки муравьёв Camponotus. Эта бактерия имеет небольшой геном, но сохраняет гены для биосинтеза незаменимых аминокислот и других питательных веществ. Это позволяет предположить, что бактерия играет определённую роль в питании муравьёв. Сейчас они зарегистрированы не только в кишечных клетках, но и в яичниках самок. У старых рабочих муравьёв число эндосимбионтов снижается. Многие виды Camponotus также заражены Wolbachia, другим эндосимбионтом, который широко распространён среди всех групп насекомых. У вида Camponotus textor бактерия Wolbachia связана с питательными клетками в яичниках королевы, что приводит к заражению личинки рабочих.

## Генетика
Геном вида Camponotus castaneus составляет 0,31 пг (C value), а у вида Camponotus pennsylvanicus — 0,33 пг.

## Систематика
По результатам молекулярно-генетических исследований (на основе работы Ward et al 2016) род кампонотус разделяют на 45 подродов (бывшие подроды Colobopsis и Dinomyrmex выделены в самостоятельные роды), в том числе:
- подрод Camponotus s.str. (C. herculeanus)
- Colobopsis Mayr, 1861 (94 вида, в том числе C. truncatus)
  - = Campylomyrma, = Condylomyrma, = Dolophra
- Dendromyrmex Emery, 1895
- Dinomyrmex Ashmead, 1905 (C. gigas)
  - = Myrmogigas
- Forelophilus
- Hypercolobopsis Emery, 1920
  - = Neocolobopsis
- Karavaievia Emery, 1925
- Manniella Wheeler, W.M., 1921
- Mayria Forel, 1878[27]
  - = Myrmocamelus
- Myrmacrhaphe Santschi, 1926
- Myrmamblys Forel, 1912
- Myrmaphaenus Emery, 1920
  - = Neomyrmamblys, = Paracolobopsis
- Myrmentoma Forel, 1912 (C. fallax)
- Myrmepinotus Santschi, 1921
- Myrmepomis Forel, 1912
  - = Myrmolophus
- Myrmespera Santschi, 1926
- Myrmeurynota Forel, 1912
- Myrmisolepis Santschi, 1921
- Myrmobrachys Forel, 1912
- Myrmocladoecus Wheeler, W.M., 1921
- Myrmodirachis Emery, 1925
- Myrmogonia Forel, 1912
- Myrmomalis Forel, 1914
- Myrmonesites Emery, 1920
  - = Myrmensites
- Myrmopalpella Stärcke, 1934
- Myrmopelta Santschi, 1921
- Myrmophyma Forel, 1912
- Myrmopiromis Wheeler, W.M., 1921
- Myrmoplatypus Santschi, 1921
- Myrmoplatys Forel, 1916
- Myrmopsamma Forel, 1914
- Myrmopytia Emery, 1920[28]
- Myrmosaga Forel, 1912[26]
- Myrmosaulus Wheeler, W.M., 1921
- Myrmosericus Forel, 1912
- Myrmosphincta Forel, 1912
- Myrmostenus Emery, 1920
- Myrmotarsus Forel, 1912
- Myrmotemnus Emery, 1920
- Myrmothrix Forel, 1912
- Myrmotrema Forel, 1912
- Myrmoxygenys Emery, 1925
- Orthonotomyrmex Ashmead, 1906
  - = Orthonotus
- Paramyrmamblys Santschi, 1926
- Phasmomyrmex Stitz, 1910
- Pseudocolobopsis Emery, 1920
- Rhinomyrmex Forel, 1886
- Tanaemyrmex Ashmead, 1905 (C. maculatus, C. turcestanicus)
  - = Myrmoturba
- Thlipsepinotus Santschi, 1928

### Виды фауны России
- Camponotus aethiops  (Latreille, 1798)  = Муравей-древоточец степной (Tanaemyrmex)
- Camponotus atricolor (Nylander, 1849)
- Camponotus fallax — блестящий муравей-древоточец (Myrmentoma)
- Camponotus fedtschenkoi (Tanaemyrmex)
- Camponotus herculeanus — красногрудый муравей-древоточец
- Camponotus japonicus — японский муравей-древоточец
- Camponotus lameerei — тугайный муравей-древоточец  (Emery, 1898)
- Camponotus ligniperda — европейский муравей-древоточец
- Camponotus obscuripes Mayr, 1879
- Camponotus oertzeni (Forel, 1889)
- Camponotus saxatilis — золотистоволосый муравей-древоточец
- Camponotus quadrinotatus Forel, 1886
- Camponotus truncatus — пробкоголовый муравей
- Camponotus turkestanicus
- Camponotus turkestanus
- Camponotus vagus — чёрный муравей-древоточец
- Camponotus yessensis Yasumatsu et Brown, 1951

### ПодродDendromyrmex
Южная Америка. 6 видов
- Camponotus apicalis
- Camponotus chartifex
- Camponotus nitidulans
- Camponotus nitidior
- Camponotus panamensis
- Camponotus traili

### ПодродHypercolobopsis
4 вида из Бразилии
- Camponotus coptobregma
- Camponotus coriolanus
- Camponotus divergens
- Camponotus paradoxus

### ПодродManniella
Куба
- Camponotus micrositus
- Camponotus sphaericus
- Camponotus torrei

### ПодродMyrmamblys
Более 50 видов. Имеют сходство в строении головы с Colobopsis, Pseudocolobopsis и Hypercolobopsis. В основном тропики Старого Света, включая Австралию и Океанию. Myrmamblys Forel, 1912 был разделён на 5 подродов (Santschi, 1926): Myrmespera (Африка, группа Camponotus emarginatus), Myrmopelta (Африка, группа Camponotus vividus), Myrmotemnus (группа Camponotus moeschi), Paramyrmamblys (Африка, группа Camponotus simus) и Myrmamblys sensu stricto (группа Camponotus greeni, группа Camponotus reticulatus).
- Camponotus anningensis (Китай)
- Camponotus daitoensis (Япония)
- Camponotus humerus (Китай)
- Camponotus itoi (Япония)
- Camponotus lighti (Китай)
- Camponotus nawai (Япония)
- Camponotus nigronitidus (Япония)
- Camponotus nipponensis (Япония)
- Camponotus ogasawarensis (Япония)
- Camponotus tokioensis (Япония)
- Camponotus reticulatus
- Camponotus yamaokai (Япония)
- Camponotus yambaru (Япония)

### ПодродMyrmepinotus
Мадагаскар
- Camponotus sibreei

### ПодродMyrmisolepis
Африка
- Camponotus amphidus
- Camponotus braunsi
- Camponotus erinaceus
- Camponotus maynei

### ПодродMyrmobrachys
Южная Америка. Около 50 видов.
- Camponotus formiciformis Forel, 1884
- Camponotus senex Smith, 1858[32]

### ПодродMyrmodirachis
Бразилия
- Camponotus heathi

### ПодродMyrmogonia
Австралия
- Camponotus armstrongi
- Camponotus cameratus
- Camponotus macareaveyi

### ПодродMyrmomalis
Южная Америка
- Camponotus depressiceps
- Camponotus depressus
- Camponotus emeryodicatus
- Camponotus obtritus

### ПодродMyrmonesites
Мадагаскар с дополнениям и по.
- Camponotus christi Forel, 1886
- Camponotus dromedarius Forel, 1891
- Camponotus foersteri Forel, 1886
  - = cambouei Forel, 1891
  - = christi ambustus Forel, 1892
  - = christi ferrugineus Emery, 1899
  - = pictipes Forel, 1891
- Camponotus heteroclitus
- Camponotus lamosy Rakotonirina & Fisher, 2018
- Camponotus leveillei
- Camponotus maculiventris Emery, 1895
- Camponotus mainty Rakotonirina & Fisher, 2018
- Camponotus manabo Rakotonirina & Fisher, 2018
- Camponotus mocquerysi
- Camponotus pulcher Forel, 1892
- Camponotus putatus
- Camponotus raina Rakotonirina & Fisher, 2018
- Camponotus reaumuri
- Camponotus sada Rakotonirina & Fisher, 2018
- Camponotus sikorai
- Camponotus tanosy Rakotonirina & Fisher, 2018

### ПодродMyrmopalpella
- Camponotus megalonyx (Борнео)

### ПодродMyrmopelta
5 видов из Африки
- Camponotus arminius
- Camponotus barbarossa
- Camponotus chrysurus
- Camponotus kollbrunneri
- Camponotus vividus

### ПодродMyrmosericus
Myrmosericus Forel, 1912. В основном, тропики Старого Света
- Camponotus armeniacus (Армения, Турция)
- Camponotus cosmicus
- Camponotus hoelldobleri
- Camponotus micans
- Camponotus pseudolendus (Китай)

### ПодродMyrmostenus
Перу и Бразилия
- Camponotus convexiclypeus
- Camponotus leptocephalus (Бразилия)
- Camponotus longipilis
- Camponotus mirabilis
- Camponotus postangulatus
- Camponotus sphenocephalus

### ПодродMyrmotemnus
- Camponotus hypoclineoides (Борнео)
- Camponotus impressilabris (Зап. Малайзия)
- Camponotus moeschi (Суматра)
- Camponotus nutans (Суматра)
- Camponotus reichenspergeri (Суматра)

### ПодродMyrmothrix
- Camponotus atriceps
- Camponotus floridanus

### ПодродMyrmoxygenys
- Camponotus caesar (Ангола)

### ПодродOrthonotomyrmex
Африка и Азия
- Camponotus cubangensis
- Camponotus fletcheri (Шри-Ланка)
- Camponotus lasiselene (Китай)
- Camponotus liogaster
- Camponotus mayri
- Camponotus mendax (Индия)
- Camponotus mutilarius
- Camponotus puniceps (Индия)
- Camponotus sankisianus
- Camponotus scabrinodis
- Camponotus selene (Мьянма)
- Camponotus sericeus
- Camponotus wasmanni (Индия)
- Camponotus yiningensis (Китай)

### ПодродParamyrmamblysSantschi, 1926
Подрод Paramyrmamblys Santschi, 1926 включает 15 видов, из них 13 в тропической Африке и 2 в Японии.
- Camponotus amamianus (Япония)
- Camponotus kiusiuensis (Япония)
- Camponotus ostiarius
- Camponotus simus

### ПодродRhinomyrmex
- Camponotus klaesii (Суматра)

### ПодродThlipsepinotus
Австралия, Новая Гвинея
- Camponotus adami
- Camponotus aureopilus Новая Гвинея
- Camponotus claripes
- Camponotus eremicus
- Camponotus evae
- Camponotus gibbinotus
- Camponotus lownei
- Camponotus michaelseni
- Camponotus oetkeri
- Camponotus rubiginosus
- Camponotus scratius
- Camponotus tumidus
- Camponotus viehmeyeri Новая Гвинея

### ПодродKaravaieviaEmery, 1925
Муравьи-ткачи Юго-Восточной Азии (18 видов)
- Camponotus asli Dumpert, 1989 — Западная Малайзия[34]
- Camponotus aureus Dumpert, 2006 — Таиланд[33]
- Camponotus belumensis Dumpert, 1995 — Западная Малайзия[35]
- Camponotus dolichoderoides Forel, 1911 — Борнео, Таиланд[36]
- Camponotus exsectus Emery, 1900 — Индонезия (Mentawei Island)
- Camponotus gentingensis Dumpert, 1995 — Западная Малайзия[35]
- Camponotus gombaki Dumpert, 1986 — Западная Малайзия[37]
- Camponotus hoelldobleri Dumpert, 2006 — Таиланд[33]
- Camponotus maschwitzi Dumpert, 2006 — Малайзия, Саравак (Борнео)[33]
- Camponotus melanus Dumpert, 1995 — Западная Малайзия[35]
- Camponotus micragyne Dumpert, 1995 — Западная Малайзия[35]
- Camponotus nigripes Dumpert, 1995 — Западная Малайзия[35]
- Camponotus orinus Dumpert, 1995 — Западная Малайзия[35]
- Camponotus overbecki Viehmeyer, 1916 — Сингапур[37][38]
- Camponotus schoedli Dumpert, 2006 — Таиланд[33]
- Camponotus striatipes Dumpert, 1995 — Западная Малайзия[35]
- Camponotus texens Dumpert, 1986 — Западная Малайзия[37]
- Camponotus weissflogi Dumpert, 2006 — Западная Малайзия, Sun-gei Tekala Park[33]

### Виды группыCamponotus fulvopilosus
- Camponotus fulvopilosus species group[39], C. brevisetosus, C. detritus, C. storeatus

### Виды группыCamponotus grandidieri(Myrmotrema)
- Camponotus auropubens Forel
  - =Camponotus auropubens aldabrensis Forel
  - =Camponotus olivieri freyeri Santschi
- Camponotus grandidieri Forel[40]

### ПодродMayria
Мадагаскар (около 40 видов) и несколько африканских видов (Camponotus dewitzii, C. kelleri, C. namacola, C. schoutedeni, C. sellidorsatus), подродовая принадлежность которых требует подтверждения. Mayria включает таксон Myrmocamelus и ранее также и Myrmosaga. Виды группы Camponotus edmondi с 2022 в Mayria. Видовая группа Camponotus madagascarensis ранее именовался C. niveosetosus, но южноафриканский вид Camponotus niveosetosus (экс-Myrmotrema) был выведен из неё. В 2022 году составе подрода выделили несколько видовых групп (все с Мадагаскара): Camponotus alamaina, Camponotus antsaraingy, Camponotus darwinii (Camponotus ursus и другие виды), Camponotus edmondi, Camponotus efitra, Camponotus ellioti, Camponotus madagascarensis, Camponotus repens, Camponotus robustus (Camponotus ethicus и другие виды).

### ТаксонMyrmopytia
С 2022 его типовой вид включён в Myrmosaga. Ранее в подродовом статусе Myrmopytia Emery, 1920 (imitator species group) включал 4 вида с Мадагаскара (Camponotus imitator, C. jodina, C. karaha, C. longicollis, положение трёх последних видов с 2022 года рассматривается в других подродах)

### ПодродMyrmentoma
Myrmentoma Forel, 1912
- Camponotus abrahami
- Camponotus anatolicus
- Camponotus candiotes
- Camponotus dalmaticus
- Camponotus fallax
- Camponotus gestroi
- Camponotus honaziensis[43]
- Camponotus interjectus
- Camponotus kopetdaghensis
- Camponotus kurdistanicus
- Camponotus lateralis
- Camponotus nearcticus
- Camponotus piceus
- Camponotus rebeccae
- Camponotus tergestinus
- Camponotus vogti

#### Виды группыCamponotus kiesenwetteri(Myrmentoma)
В подроде Myrmentoma выделяют группу C. kiesenwetteri. Около 10 видов
- Camponotus aegaeus Emery, 1915
- Camponotus aktaci Karaman, 2013 — Турция[43]
- Camponotus boghossiani Forel, 1911
- Camponotus kiesenwetteri (Roger, 1859)
- Camponotus libanicus André, 1881
- Camponotus nadimi Tohmé, 1969
- Camponotus nitidescens Forel, 1889
- Camponotus schulzi Salata et al., 2019

### ПодродMyrmosaga
Около 40 видов на Мадагаскаре. Ранее также включал виды из Австралии и Африки, в том числе Camponotus afflatus (Австралия), Camponotus callmorphu (Намибия), Camponotus ezotus (Австралия), Camponotus favorabilis (Зимбабве), Camponotus jeanneli (Кения).
- Camponotus quadrimaculatus Forel, 1886a (типовой вид подрода)
  - = Camponotus kelleri Forel, 1886b
  - = Camponotus kelleri var. invalidus Forel, 1897
  - = Camponotus quadrimaculatus sellaris Emery, 1895
- другие виды см. в Myrmosaga

### ПодродTanaemyrmex
Tanaemyrmex Ashmead, 1905, самый крупный подрод кампонотусов, включает более 200 видов.
- Camponotus aegyptiacus
- Camponotus baldaccii
- Camponotus buddhae
- Camponotus compressus
- Camponotus consobrinus
- Camponotus fellah
- Camponotus festai
- Camponotus foreli
- Camponotus ionius
- Camponotus kefir
- Camponotus kugleri
- Camponotus maculatus
- Camponotus oasium
- Camponotus oertzeni
- Camponotus samius
- Camponotus sanctus
- Camponotus sannini
- Camponotus sinaiticus
- Camponotus shaqualavensis
- Camponotus sylvaticus
- Camponotus thoracicus
- Camponotus turcestanicus
- Camponotus variegatus
- Camponotus werthi (Кергелен)
- Camponotus xerxes
- Другие

В составе Tanaemyrmex выделяют комплекс Camponotus samius (из группы compressus-sylvaticus group), включая Camponotus bakhtiariensis Salata, 2020. Виды этого комплекса встречаются в Турано-Балканском регионе (Балканы, Ближний Восток, Турция, Кавказ, Иран и Туркмения)

### Виды группыCamponotus aureopilis
Camponotus aureopilis species-group.
- Camponotus cyrtomyrmodes
- Camponotus densopilus
- Camponotus flavocrines
- Camponotus mussolinii
- Camponotus posteropilus
- Camponotus royi
- Camponotus subpilus
- Camponotus thadeus
- Camponotus xanthopilus

### Другие виды
- Camponotus cilicicus (Camponotus)
- Camponotus hemichlaena (Camponotus)
- Camponotus hirtus
- Camponotus minimus
- Camponotus schmitzi (Colobopsis), ныряющий в кувшинчики Непентеса

### Исключённые виды
Несколько ископаемых видов (29) в 2024 году были выведены из состава рода Camponotus в условный род †Camponotites Steinbach, 1967, который рассматривается как incertae sedis в Formicinae: †Camponotites ambon, Camponotites ampullosus, Camponotites cockerelli, Camponotites compactus, Camponotites crozei, Camponotites curviansatus, Camponotites fuscipennis, Camponotites gracilis, Camponotites heracleus, Camponotites induratus, Camponotites lignitus, Camponotites longiventris, Camponotites longus, Camponotites microcephalus, Camponotites microthoracus, Camponotites novotnyi, Camponotites obesus, Camponotites oeningensis, Camponotites penninervis, Camponotites petrifactus, Camponotites pictus, Camponotites plenus, Camponotites shanwangensis, Camponotites theobaldi, Camponotites tokunagai, Camponotites ullrichi, Camponotites vehemens, Camponotites vetus. Вид †Ca. mengei Mayr, 1868 (и его младший синоним †Ca. igneus Mayr, 1868) выделены в новый род †Eocamponotus Boudinot, 2024, который рассматривается как incertae sedis в трибе Camponotini. Вид †Ca. palaeopterus (Zhang, 1989) перенесён в Liometopum (Dolichoderinae), под новым именем †L. palaeopterum, таксон †Shanwangella Zhang, 1989 синонимизирован с родом Liometopum. Три ископаемых вида Crematogaster перенесены как incertae sedis в Myrmicinae в виде рода †Incertogaster Boudinot, 2024, состоящего из †In. aurora (LaPolla & Greenwalt, 2015), †In. praecursor (Emery, 1891) и †In. primitiva (Radchenko & Dlussky, 2019).

## Охранный статус
Один их вид занесён в Красный список угрожаемых видов МСОП (The IUCN Red List of Threatened Species) в категорию уязвимые виды (VU):
 Camponotus universitatis — уязвимый